# 尤里·谢科奇欣
尤里·彼得罗维奇·谢科奇欣（俄语：Ю́рий Петро́вич Щекочи́хин，1950年6月9日—2003年7月3日）苏联及俄罗斯时期调查记者、作家、自由派议员，曾写作并致力于反对有组织犯罪和腐败。他曾作为《新报》记者参与调查1999年俄罗斯公寓楼爆炸案和三鲸腐败丑闻。2003年，谢科奇欣因病神秘死亡，相关病例下落不明。2021年诺贝尔和平奖得主德米特里·穆拉托夫曾称他获颁奖是因为尤里·谢科奇欣等人得到了人们的铭记。